# Антананаріву
Антананарі́ву (раніше — Тананарі́ве) — столиця і найбільше місто Мадагаскару.

## Історія
Засноване у XVII ст., коли голова племені мерина на ім'я Андріандзака захопив місто племені вазімба Аналамангу («Синій ліс») та звелів побудувати палац на найвищому місці. Так була заснована столиця Королівства Імерина, яку назвали Антананаріву («Місто тисячі воїнів»). Герб міста складається з двох жовтих та двох блакитних квадратів, складених в шаховому порядку. На жовтих зображені чорні голови зебу, на блакитних — букетики з трьох священних лілій, які втілюють шляхетність і родючість. Над квадратами золота корона у вигляді стіни фортеці з сімома зубчатими баштами. Знизу на крученій позолоченій стрічці надпис: «Тисячі чоловіків не вмирають в один день». Це девіз міста й країни Мадагаскар.

## Географія
Місто Антананаріву знаходиться на висоті приблизно 1280 метрів над рівнем моря на Центральному нагір'ї Мадагаскару. Місто розташоване компактно вздовж осі північ-південь, а на схід від центру міста — уздовж осі схід-захід. Місто знаходиться за 160 км від східного узбережжя і за 330 км від західного узбережжя острова. Місто займає панівне становище на вершині і схилах довгого, вузького, скелястого хребта, що тягнеться на північ і південь приблизно на 4 км і піднімається приблизно до 200 м над рисовими полями на заході. Офіційні кордони міста Антананаріву охоплюють міські території площею близько 86,4 км².

## Опис
Місто Антананаріву з'єднане залізницею з портом Туамасіна (Таматаве). У 1961 році в місті відкрито університет. В Антананаріву знаходиться Малагасійська академія наук, ботанічний сад, обсерваторія. Розвинута харчова, шкіряна промисловість, переробка тютюну.

## Населення
Антананаріву було найбільшим містом острова, щонайменше з кінця XVIII століття, коли його населення оцінювалося в 15 000 осіб. До 1810 року населення зросло до 80 000 осіб. Населення міста різко скоротилося між 1829 і 1842 роками під час правління короля Радами I і королеви Ранавалуни I. Через поєднання війни, примусової праці, хвороб і суворих заходів покарання населення Імерини скоротилося з 750 000 до 130 000 осіб протягом цього періоду. В останні роки існування Королівства Імерини чисельність населення міста знову збільшилася до 50 000 — 75 000 осіб.
1950 року населення Антананаріву становило близько 175 000 осіб, 1990 року — 703 000 мешканців, 2005 року — 1,39 млн мешканців.
Населення Великого Антананаріву в 2012 році оцінювалося в 3 мільйони осіб; до 2030 року очікується зростання до 6 мільйонів.

## Музеї та пам'ятки
- Національний музей Мадагаскару,
- Музей мистецтва та археології,
- Музей національної музики,
- Музей піратів,
- Палац Райнілайарівуні (резиденція президента),
- Зоологічний і ботанічний сад Цімбабаза,
- Кафедральний католицький собор,
- Королівський палац,
- Національна бібліотека Мадагаскару.

## Клімат
Місто знаходиться у зоні морського клімату (Cwb за класифікацією кліматів Кеппена), який характеризується м'якою, сухою зимою і теплим, дощовим літом. Найтепліший місяць — січень з середньою температурою 21.7 °C (71 °F). Найхолодніший місяць — липень, із середньою температурою 15 °С (59 °F).
| Клімат Антананаріву     | Клімат Антананаріву | Клімат Антананаріву | Клімат Антананаріву | Клімат Антананаріву | Клімат Антананаріву | Клімат Антананаріву | Клімат Антананаріву | Клімат Антананаріву | Клімат Антананаріву | Клімат Антананаріву | Клімат Антананаріву | Клімат Антананаріву | Клімат Антананаріву |
| Показник                | Січ.                | Лют.                | Бер.                | Квіт.               | Трав.               | Черв.               | Лип.                | Серп.               | Вер.                | Жовт.               | Лист.               | Груд.               | Рік                 |
| Абсолютний максимум, °C | 32                  | 36                  | 32                  | 31                  | 30                  | 32                  | 28                  | 32                  | 32                  | 32                  | 30                  | 30                  | 36                  |
| Середній максимум, °C   | 25                  | 25                  | 25                  | 23                  | 22                  | 20                  | 19                  | 20                  | 22                  | 25                  | 25                  | 25                  | 23                  |
| Середня температура, °C | 21                  | 21                  | 21                  | 20                  | 18                  | 16                  | 15                  | 16                  | 17                  | 19                  | 20                  | 21                  | 18                  |
| Середній мінімум, °C    | 17                  | 17                  | 17                  | 16                  | 13                  | 11                  | 10                  | 11                  | 12                  | 14                  | 16                  | 17                  | 14                  |
| Абсолютний мінімум, °C  | 10,9                | 11                  | 10                  | 9                   | 4                   | 2                   | 2                   | 4,4                 | 2,3                 | 6                   | 9,3                 | 10,5                | 2                   |
| Норма опадів, мм        | 280                 | 260                 | 190                 | 50                  | 10                  | 0                   | 0                   | 10                  | 10                  | 60                  | 150                 | 280                 | 1360                |
| ----------------------- | ------------------- | ------------------- | ------------------- | ------------------- | ------------------- | ------------------- | ------------------- | ------------------- | ------------------- | ------------------- | ------------------- | ------------------- | ------------------- |
| Джерело: Weatherbase    |                     |                     |                     |                     |                     |                     |                     |                     |                     |                     |                     |                     |                     |

## Галерея

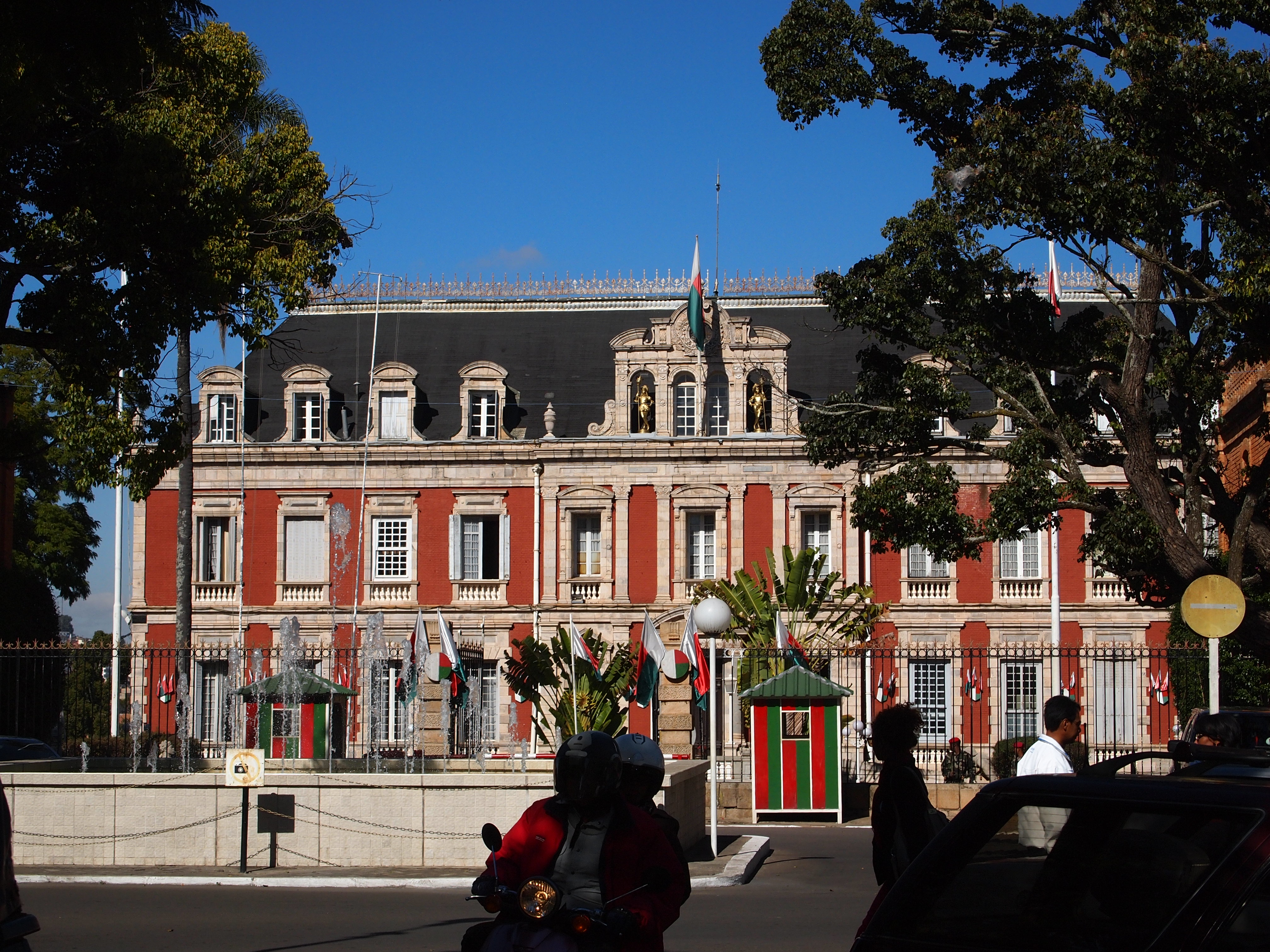
Президентський палац
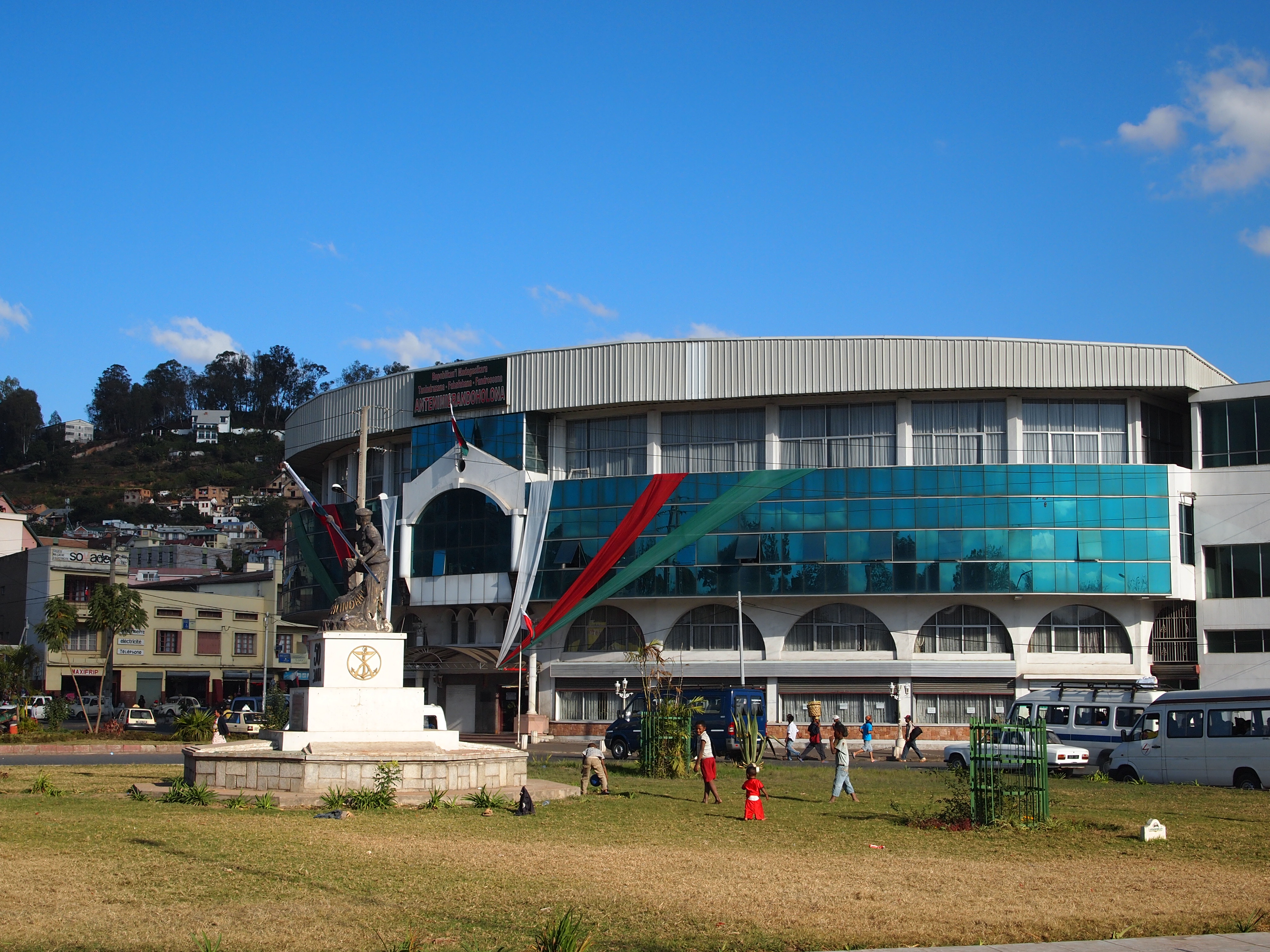
Сенат Мадагаскару
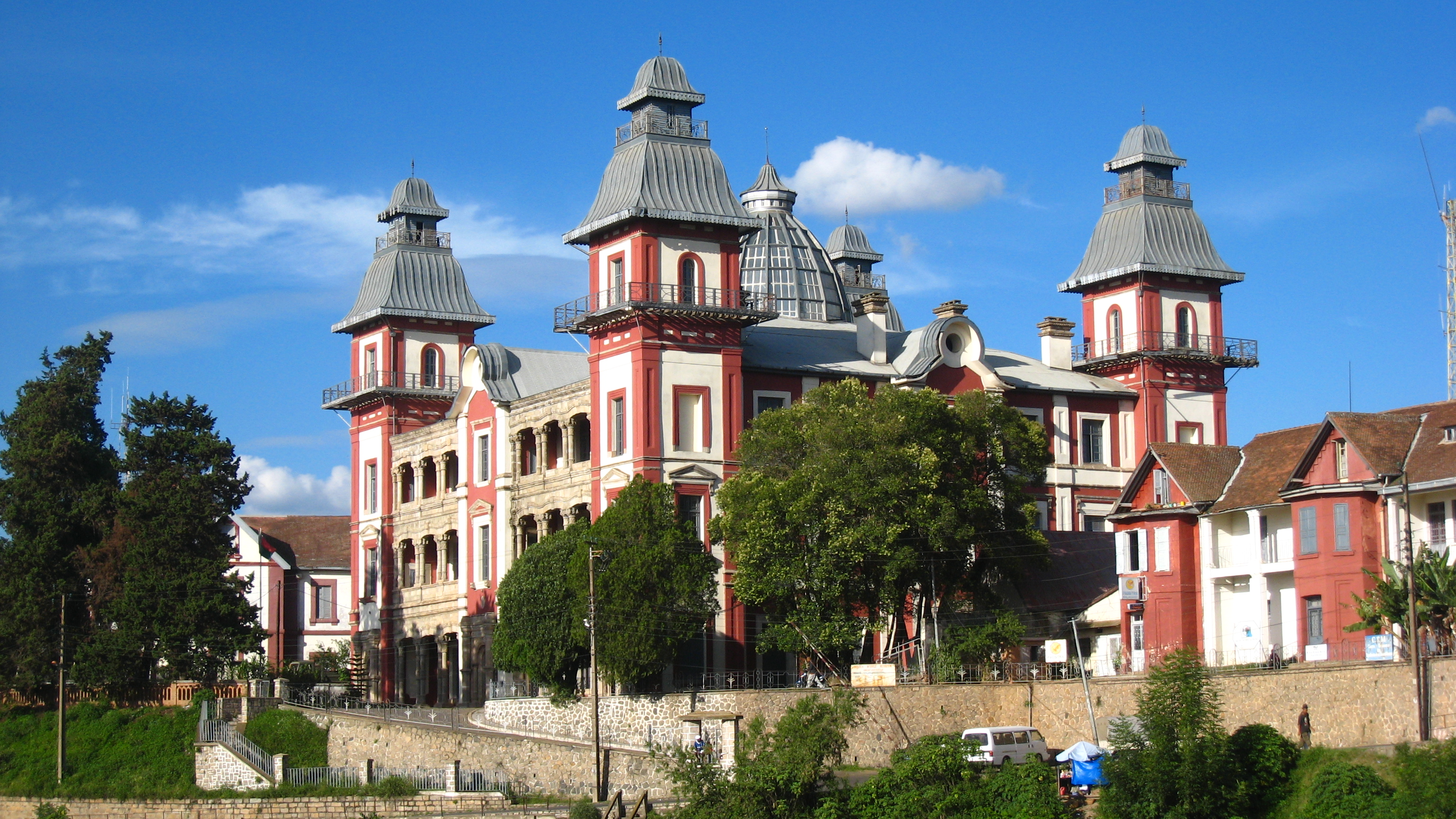
Палац Андафіаваратра
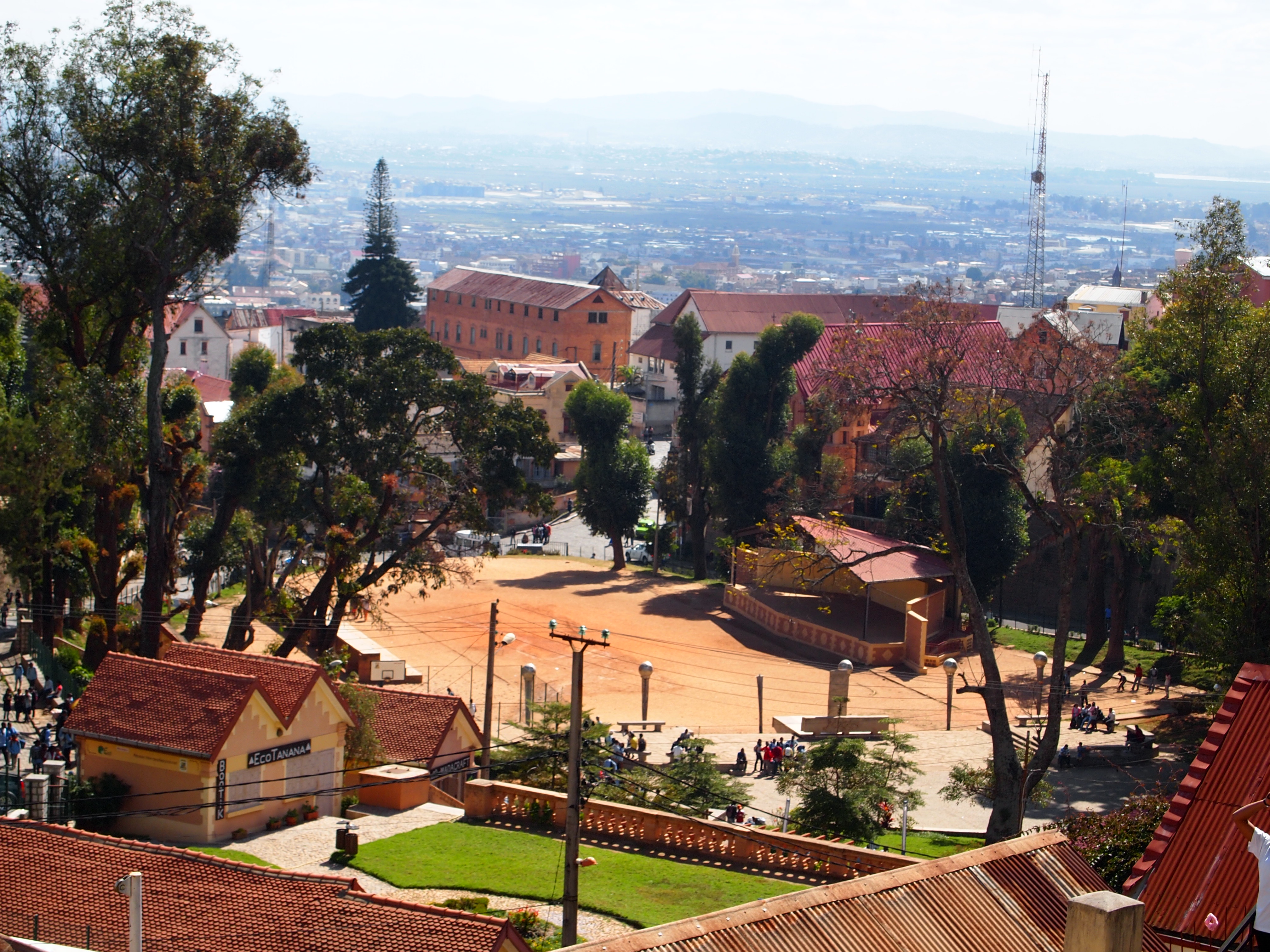
Площа Андохало
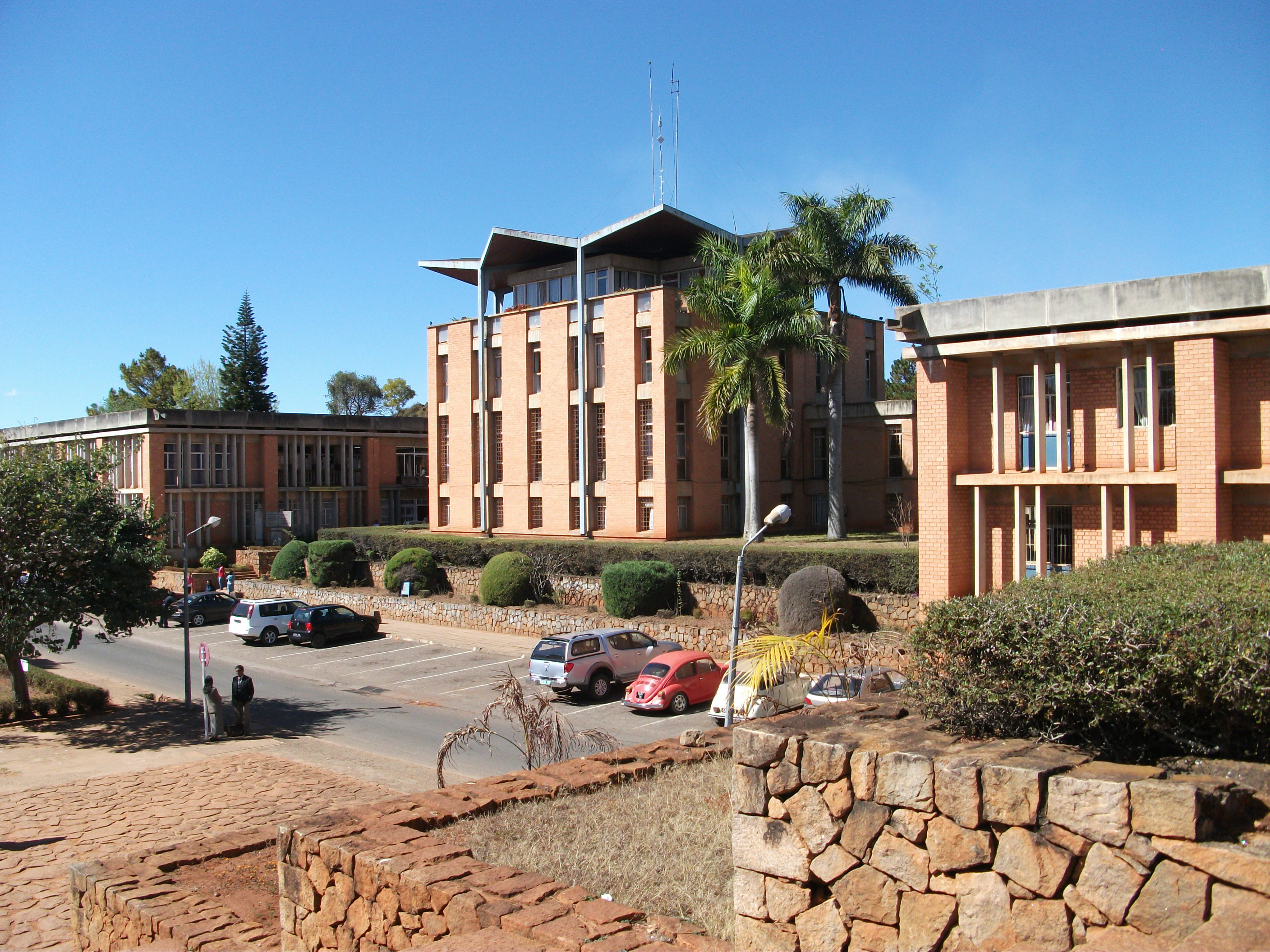
Університет Антананаріву
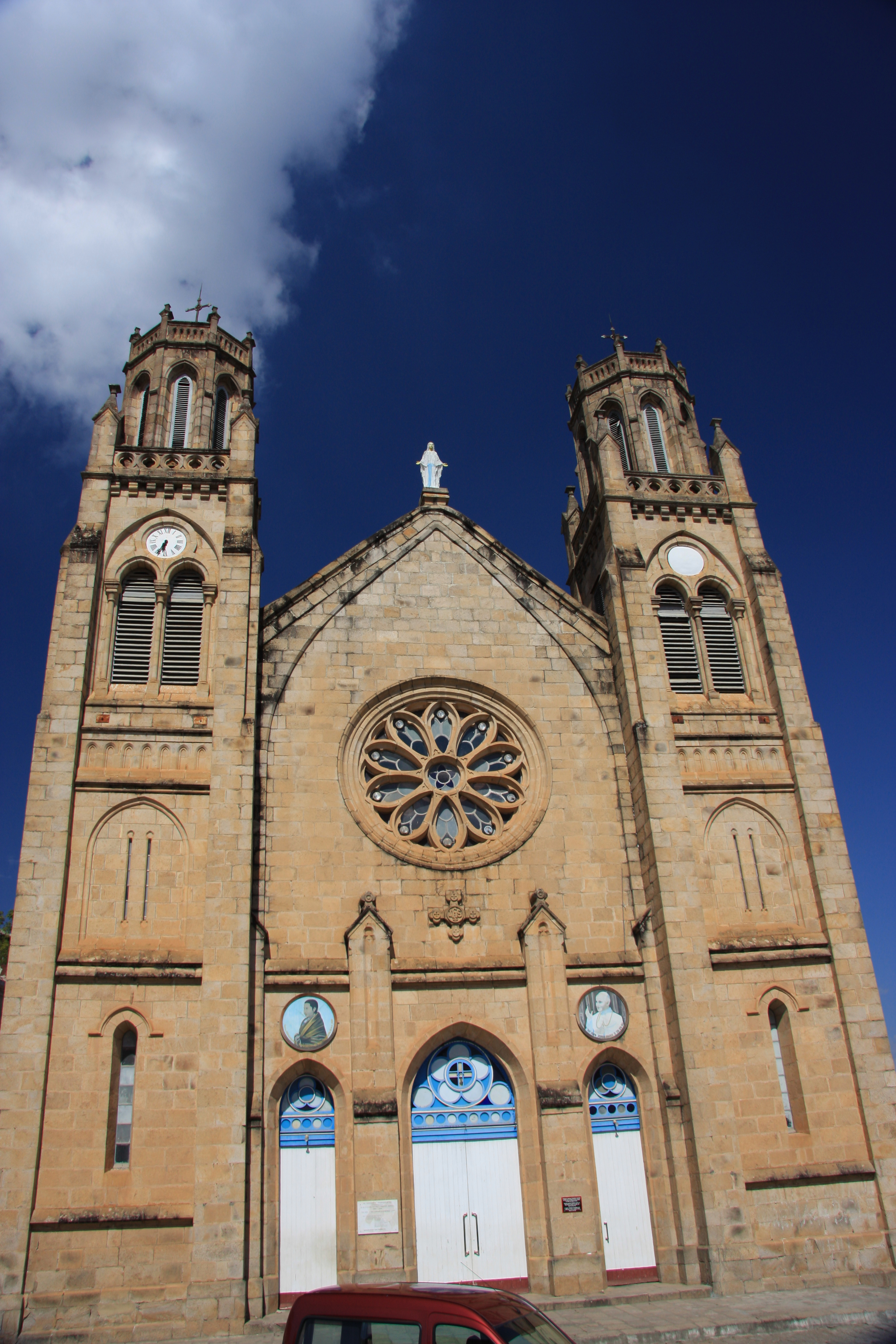
Католицький собор
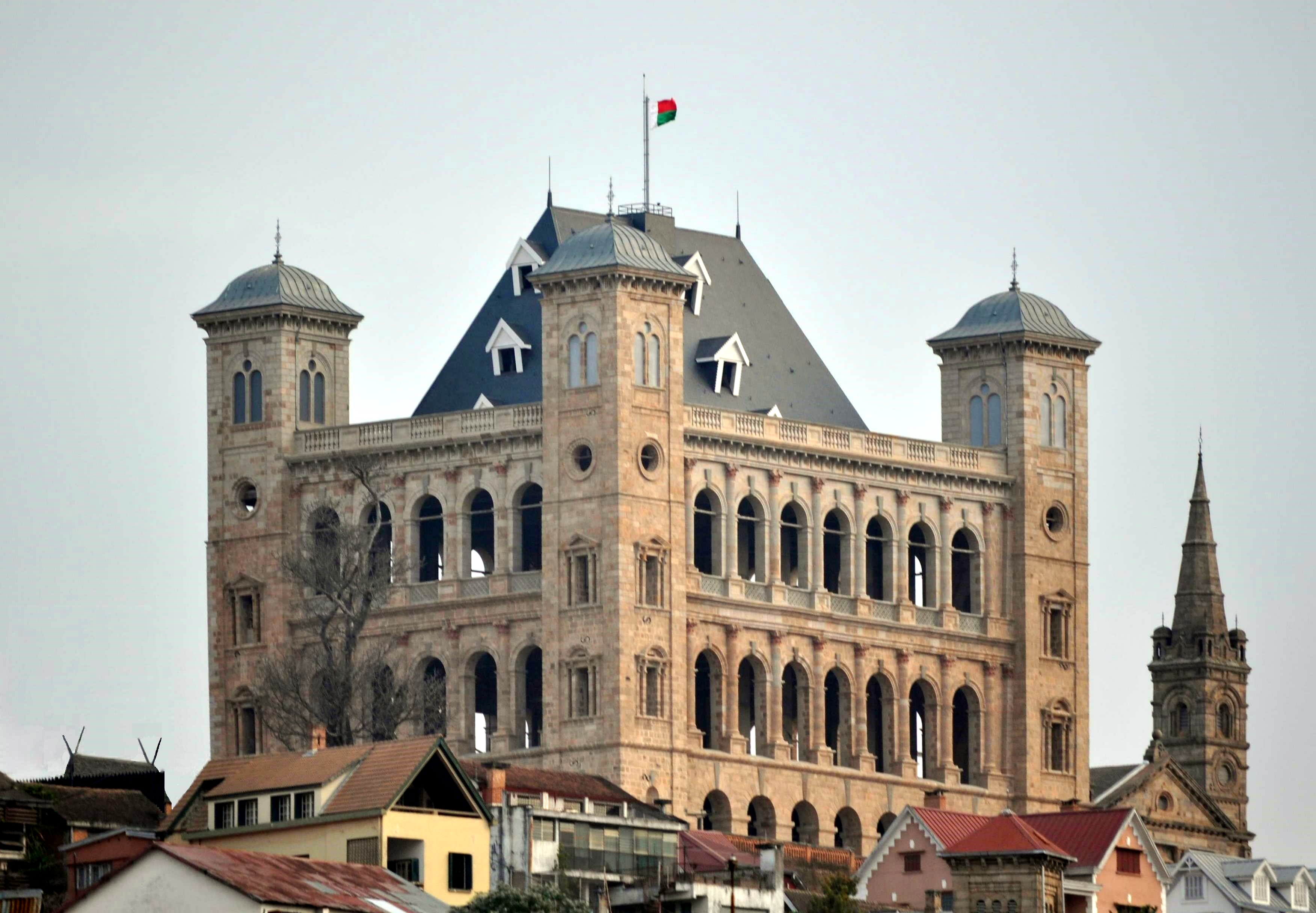
Королівський палац після реконструкції
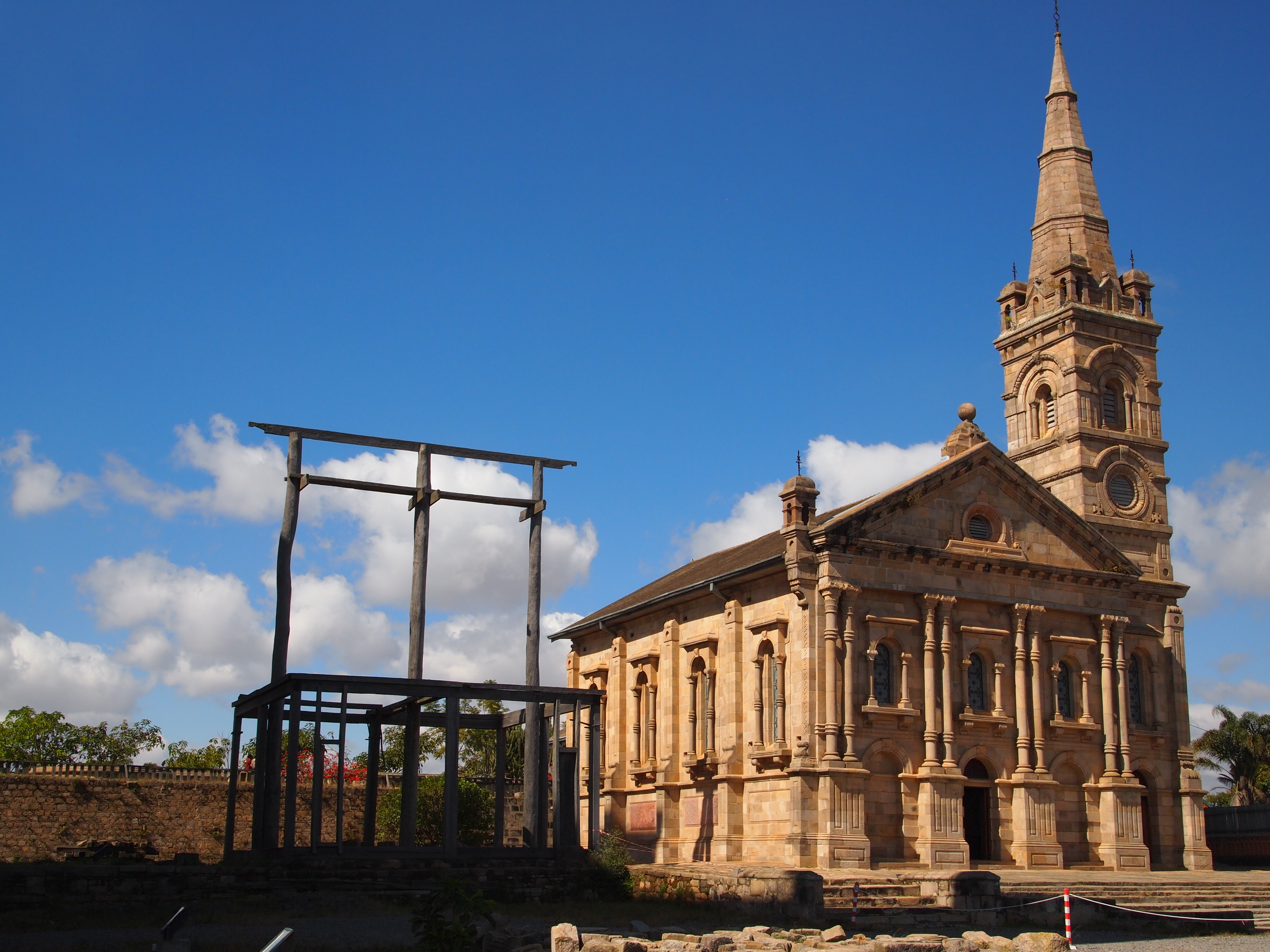
Королівська каплиця
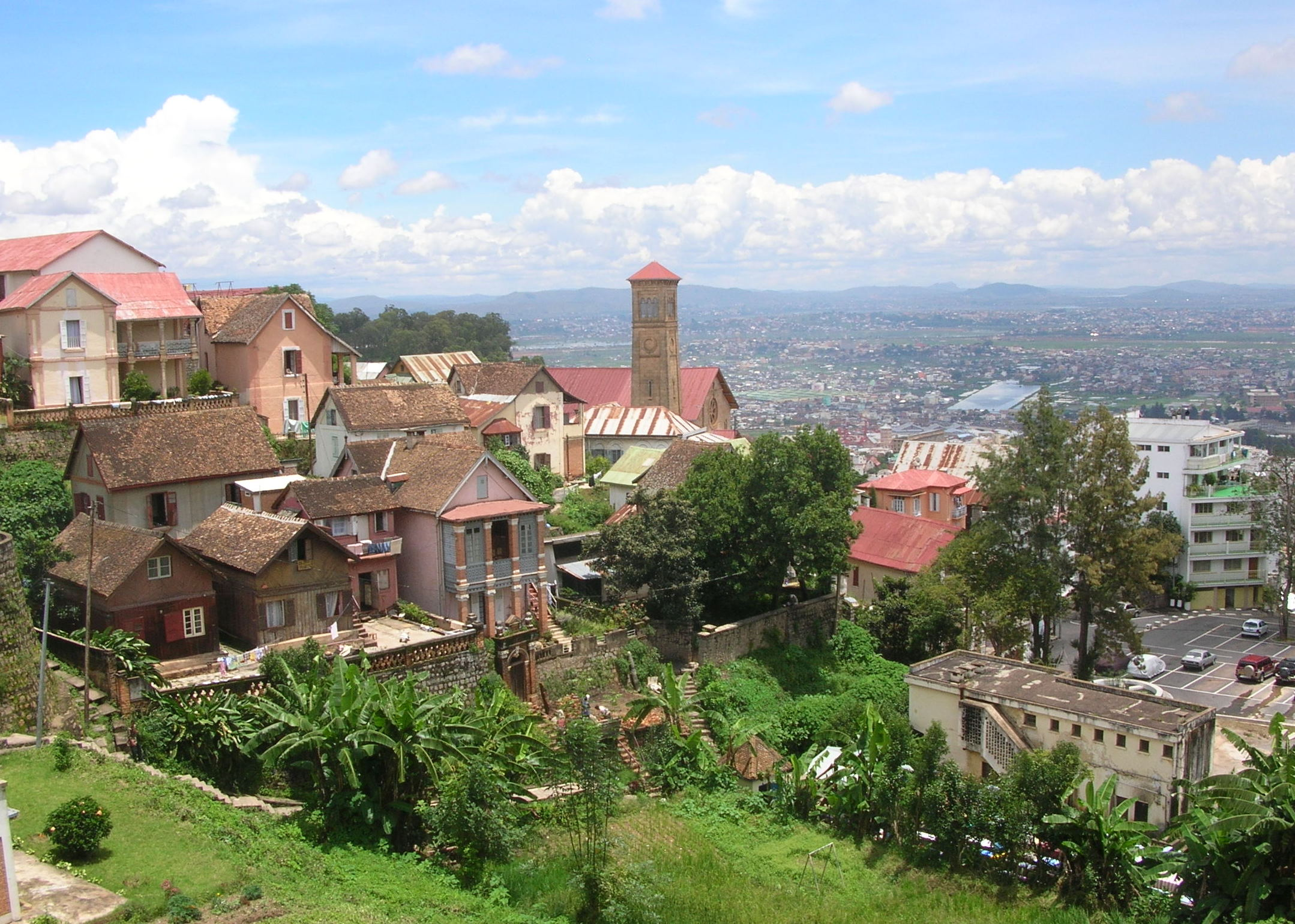
Верхнє місто
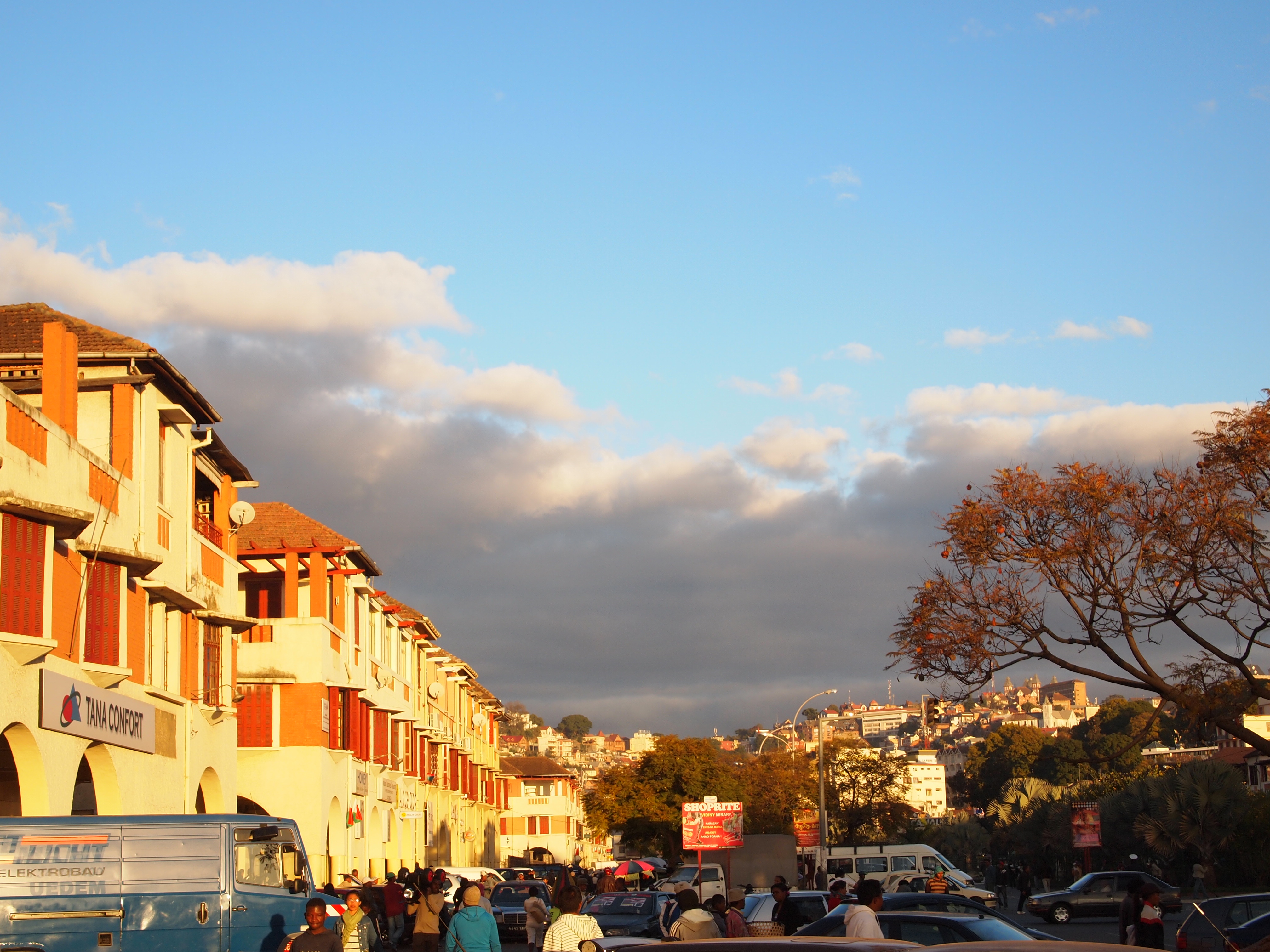
Авеню Незалежності, головна магістраль міста, з обох сторін межує з торговими аркадами, побудованими французами у 1930-х роках
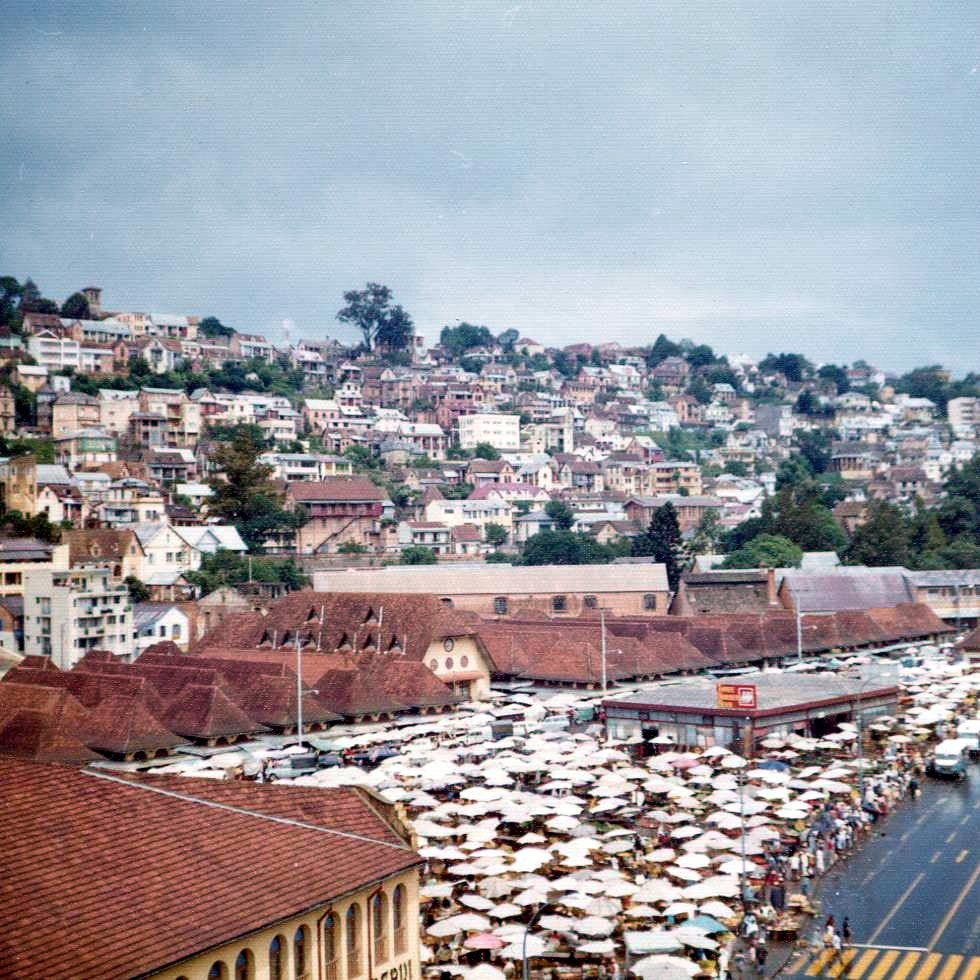
Ринок Зума
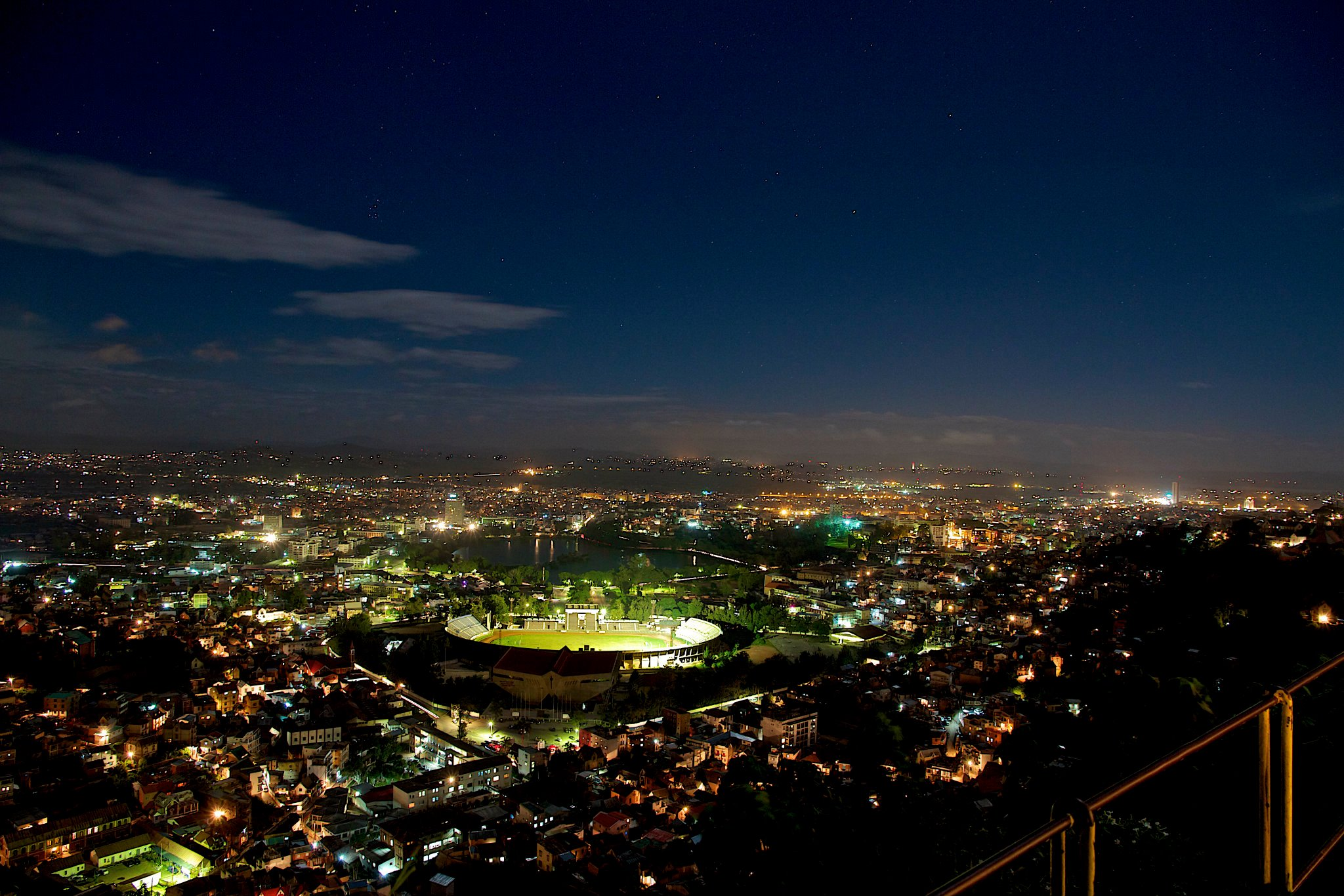
Антананаріву вночі